# الإنسان الصرصار
الإنسان الصرصار (بالروسية: Записки из подполья) (نقحرة "زابيسكي از بادبوليا") أو رسائل من أعماق الأرض أو مذكرات من العالم السفلى إحدى أعمال الأديب الروسي فيودور دوستويفسكي وأحد أفضل أعمال الأدب العالمي.
كتب دستويفسكي رواية الإنسان الصرصار “أو رسائل من باطن الأرض ” رداً على رواية “ما العمل ؟” لنيكولاي تشرنشفسكي والتي تروج لنظرية التفاؤل العقلاني و مفادها : أن الإنسان أناني بالطبيعة مما يجعله يتخذ كل قراراته لتأمين مصلحته الشخصية، وهو أيضا عقلاني بالفطرة، ولذا فقراراته يحسبها وفق قواعد المنطق وحسابات العلم بقدر ما يمكنه رصيده المعرفي، وبالتالي فإن نتائج عمله من أجل مصالحه ستكون بالضرورة متسقةً مع مصالح المجتمع ورافداً للتقدم الحضاري . كانت تلك الصورة المثالية للإنسان والتفاؤل المفرط هو المزاج السائد في أوروبا بسبب النجاحات الكبيرة للثورة الصناعية والإنجازات المتواترة للعلم، فجاءت رواية الإنسان الصرصار كإنذار مبكر يبدد نشوة انتصارات ومنجزات الإنسان الأوروبي، مما جعلها هدفاً للإتهامات بالسوداوية والتشاؤم أو أنها تمثل خطراً على الفكر الإنساني. استمر ذلك حتى اندلاع الحرب العالمية الأولى بمجازرها وبشاعاتها لتكون بمثابة الصدمة التي دعت إلى مراجعة تلك الصورة المثالية عن الإنسان.
اعتبرت الرواية أول الأعمال الروائية الوجودية حسب الكثير.تحكي الرواية عن إنسان بغيض ومكروه، وبدون اسم يحاول إزعاج قراءه، والذي كان يعمل موظفا مدنيا متقاعدا، يعيش في مدينة سانت بطرسبرغ.
القسم الأول والمعنون تحت الأرض كتب في نمط مونولوج ويقوم فيه الكاتب بتقديم نفسه والتعبير عن أفكاره وومعتقداته والأسباب التي جعلته في هذه الحالة.أما القسم الثاني المعنون مهداة إلى الثلج الندي فقام فيه الكاتب بقص بعض الأحداث التي حصلت في حياته.

## ملخص القصة
تنقسم الرواية إلى قسمين أساسيين:

### القسم الأول:تحت الأرض
يحتوي القسم الأول على إحدى عشر فصلا، يبرز فيها الكاتب أفكاره ومعتقداته.تناول الفصل الأول كمقدمة بأحاجي سيحاول الإجابة عنها لاحقا. وأما الفصل الثاني والثالث والرابع فتناول فيها ألمه ومعاناته وكيف يتمتع بهما. الفصل الخامس والسادس، تحدث فيها عن الفكر وتذبذب الأخلاق وأبرز ماسما قوانين الطبيعة في الوعي، مثل العطالة. الفصل السابع إلى الفصل التاسع تحدث فيها عن نظرياته في المنطق والعلل، أما الفصلين الأخيرين فهما بمثابة مقدمة وتحويلة إلى القسم الثاني.

### القسم الثاني:مهداة إلى الثلج الندي
هذا القسم يحتوي على الأحداث الفعلية للقصة، حيث يحكي فيه الراوي عن بعض الأحداث المهمة والتي غيرت حياته، مثل صراعه مع الضابط الذي كان يكرهه وتفكيره في الانتقام منه.

## المناخ السياسي والإرث
في ستينيات القرن التاسع عشر، بدأت روسيا بامتصاص الأفكار والثقافة من أوروبا الغربية بشكل متسارع، ما أنشأ مناخًا محليًا غير مستقر. كان هناك نمو في النشاط الثوري بشكل خاص مصاحبًا إعادة الهيكلة العامة في روسيا القيصرية حيث لم تقدم الإصلاحات الليبرالية، التي أجرتها السلطات الأوتوقراطية غير العملية وقتها، إلا زيادة التوتر في المجتمع المدني والأوضاع السياسية. اشترك العديد من مثقفي روسيا في مناظرات مع أنصار الغرب المهتمين بالاستعانة بالإصلاحات الغربية من ناحية، ومع أنصار العرق السلافي المهتمين بتعزيز تقاليد القومية السلافية من ناحية أخرى، وذلك لمعالجة الواقع الاجتماعي الخاص بروسيا. كان المجتمع الروسي مجتمعًا قرويًا تقليديًا ضمن مجتمعات ما بعد العصور الوسطى، رغم قرار تحرير العبيد بواسطة القيصر الروسي ألكسندر عام 1861.
ومع ذلك، فعند كتابة رسائل من أعماق الأرض، كان هناك هياج فكري في النقاشات الخاصة بالفلسفة الدينية والأفكار الطوباوية التنويرية المتنوعة. ولكن رفض دوستويفسكي، بالإضافة إلى الفيلسوف المعاصر له سورين كيركغور، هذه الأفكار ذات السمات الفلسفية الوجودية الأولية.
والأهم من ذلك، يُعتبر الإرث الذي يتركه هذا العمل الأدبي تحديًا للآثار الكبيرة للمجتمع الطوباوي وطريقةً لفهمها. تتعلق الطوباوية بشكل كبير بالحلم الجماعي للمجتمع، ولكن أكثر ما يزعج رجل أعماق الأرض هو مفهوم الجماعية هذا. تتلخص وجهة نظر رجل أعماق الأرض في أن الناس سيتمردون في النهاية دائمًا على فكرة الجنة المصورة في أذهانهم بشكل جماعي؛ سيتنازع الأفراد الحالمون بإحدى الصور الطوباوية مثل قصر الكريستال دائمًا بسبب اللاعقلانية الموجودة عند البشر بالفطرة. وضع تحدي المجتمع المستنير أساسًا للكتابات اللاحقة. ولذلك، حصل هذا العمل على لقب «أهم مصدر منفرد تقريبًا لأدب المدينة الفاسدة الحديث».
من أهم الآثار التي تركها هذا العمل التأثير الواسع على مختلف الأعمال اللاحقة في مجالات الفلسفة، والأدب، والأفلام، إذ ألهمت رواية دوستويفسكي هذه كتاباتِ الفيلسوف فريدريك نيتشه، ورواية المسخ لفرانز كافكا، ورواية الرجل الخفي لرالف إليسون، وراوية المختل الأمريكي لبريت إيستون إيليس، وفيلم سائق التاكسي لمارتن سكورسيزي.

## الترجمة العربية
هنالك عدة ترجمات عربية:
- أحمد الويزي بعنوان مذكرات قبو.
- عبد المعين الملوحي بعنوان في سردابي.
- سامي الدروبي عن اللغة الفرنسية بعنوان في قبوي.
- أنيس زكي حسن بعنوان الإنسان الصرصار أو رسائل من أعماق الأرض.

## وصلات خارجية
- الإنسان الصرصار على موقع الموسوعة البريطانية (الإنجليزية)
- الكتاب مترجم باللغة العربية